# إينا (ربة النور)
إينا (بالإنجليزية: Ina)‏ ربة النور البولينيزية، زوجة رب القمر ماراما Marama. وهي ابنة رب الأرض الأعمى العجوز کوي Kui. نهارا تعيش في السماء، عندما يندر ظهور زوجها. وإينا تصنع الثياب من قشور الأشجار التي تنمو من الأرض. وكلما أنهت قطعة من الثياب علقتها في السماء الزرقاء حيث تجعلها مثل غيمة بيضاء أو رمادية. وتثبت القطع بأحجار كبيرة وعندما تحرك قطعة تتدحرج الأحجار وتسبب الرعد. وعلمت أيضا النساء فن حياكة السلال. ابنتها أروتوري Aroture. تسمى في ساموا سينا Sina.